# 行向昨日的旅程
《行向昨日的旅程》（德語：Reise in die Vergangenheit）是奥地利作家斯蒂芬·褚威格的一篇小说。
這篇小說在褚威格在巴西自殺60多年後，才被人在倫敦Atrium出版社的檔案庫發現的打字稿，整整有41頁，上頭署名「褚威格」。於2008年法文版首度發表。

## 情節
故事由回憶展開，在火車站相約的兩人搭上火車，而主角路德維希開始回憶自己的人生。
他少年時期與樞密顧問G先生的妻子有一段曖昧的情感，然而，因為G先生體弱多病，他要接手他的事業不得不與其妻子分別，到墨西哥去。兩人互許承諾，相約再見之時便共伴餘生。
兩年期間，兩人互以書信相同，然而日期將近之時，一戰爆發，主角不得返回德國，兩人失聯。直到戰爭結束，他返回德國，找到她，發現自己的情感依舊澎湃。不過兩人因為時間而情感生疏，回不去當時的情感。最後，兩人搭上火車抵達海德堡，想找回當初的情感，卻發現兩人之間的距離似乎再也無法彌補，主角路德維希因而陷進無底的深思中。